# Private Deutsche Schule Kairo
Die Private Deutsche Schule Kairo (PDSK) war eine anerkannte Deutsche Auslandsschule. Sie wurde von der Zentralstelle für das Auslandsschulwesen (ZfA) unterstützt. Die zum Netzwerk der Pasch-Schulen gehörende Bildungseinrichtung bot neben der allgemeinen Hochschulreife das Deutsche Sprachdiplom (DSD). Der Schule waren eine deutsche Kinderkrippe sowie ein (Wüsten-)Kindergarten mit einer Vorschule angegliedert. Im Jahr 2015 wurde die Schule geschlossen.
Unterrichtsgrundlage bildete das staatlich anerkannte Curriculum des Bundeslandes Thüringen sowie die Vorgaben des ägyptischen Erziehungsministeriums in den Fächern Arabisch, ägyptische Heimatkunde, Religion.
Sowohl die Schule als auch der Kindergarten, die Vorschule und die Kinderkrippe folgten einem musikalisch-künstlerischen Profil mit verstärktem Fremdsprachenunterricht.
Die PDSK förderte als Begegnungsschule das kulturelle Bewusstsein und verstand sich als ein Zentrum kulturellen und künstlerischen Schaffens.

## Weblink
- Profil der Schule bei auslandsschulwesen.de